# Friedhelm Eicker

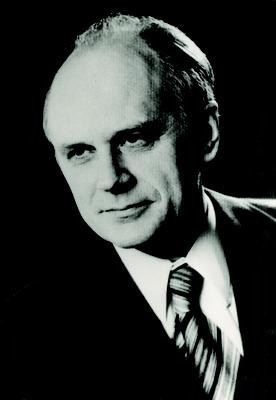
Friedhelm Eicker

Friedhelm Eicker (* 5. April 1927 in Radevormwald; † 19. März 2022) war ein deutscher Professor für Statistik  an der Universität Dortmund.
Eicker studierte von 1948 bis 1954 Mathematik in Mainz. Nach seiner Promotion im Bereich theoretische Physik im Jahr 1956 wurde er wissenschaftlicher Assistent in Braunschweig, Mainz und Freiburg. Von 1959 bis 1961 arbeitete Eicker an der Universität von North Carolina in Chapel Hill und am Statistikinstitut der Stanford-Universität. In 1964 erhielt er seine Habilitation in Freiburg für das Fach mathematische Statistik. Von 1965 bis 1967 war er Gastprofessor an der Columbia-Universität in New York.
Von 1970 an bis zu seinem Ruhestand in 1993 arbeitete Friedhelm Eicker an der Universität Dortmund. Zunächst arbeitete er 1970 im Fachbereich Mathematik, dann ab 1973 im Fachbereich Statistik als Inhaber des Lehrstuhls für Mathematische Statistik und Anwendungen II. Als Vorsitzender des Gründungsausschusses des Senats zur Einrichtung des Fachbereichs Statistik von 1971 bis 1973 war Eicker der erste Dekan und damit Gründungsdekan des Fachbereichs Statistik. 1993 wurde er emeritiert.
Er war neben Peter J. Huber und Halbert L. White maßgeblich an der Entwicklung heteroskedastie-robuster Standardfehler für lineare Modelle beteiligt. Insbesondere in der englischsprachigen Literatur wird der heteroskedastie-robuste Schätzer für den Standardfehler auch als Eicker-Huber-White-Schätzer bezeichnet.

## Publikationen
- Asymptotic Normality and Consistency of the Least Squares Estimators for Families of Linear Regressions, 1963, Annals of Mathematical Statistics, 34, 447–456.
- Limit Theorems for Regressions with Unequal and Dependent Errors, 1967, in Proceedings of the fifth Berkeley Symposium on Mathematical Statistics and Probability, L. LeCam and J. Nexam (Hrsg.), 59–82, Berkeley, CA, University of California Press.